# Gesellschaftsspiegel
 (avril 2020).
Le Gesellschaftsspiegel (« miroir de la société ») était une revue mensuelle de critique sociale influente à l'époque du Vormärz. 

## Histoire
La revue a été publiée de 1845 à 1846 à Elberfeld (aujourd'hui intégré à Wuppertal), avec un total de 12 numéros. Son titre complet était Gesellschaftsspiegel. Organ zur Vertretung der besitzlosen Volksklassen und zur Beleuchtung der gesellschaftlichen Zustände der Gegenwart (en français : Organe pour la représentation des classes populaires sans propriété et pour éclairer les conditions sociales du présent). Elle a été éditée par Moses Hess et Friedrich Schnake et publiée par le libraire Elberfeld Julius Bädeker . 
En plus de Hess lui-même, les auteurs comprenaient Karl Marx, Friedrich Engels (dans une moindre mesure), Rudolf Matthäi, Hermann Püttmann, Heinrich Bürgers, Friedrich Schnake et Georg Weerth, qui ont écrit dans de nombreux numéros.  